# Louis Sachar
Louis Sachar (New York, 1954. március 20. –) amerikai gyermekkönyvíró.

## Életpályája
Bár New Yorkban született, a kaliforniai Tustinban nőtt fel. Első könyve jogi egyetemi tanulmányai alatt jelent meg, jogásszá avatása után is gyerekkönyvíróként folytatta pályáját.
Feleségével egy iskolában találkozott, ahová mint szerző látogatott el, ahol Carla nevelőtanárként dolgozott. A házaspár a texasi Austinban él, leányukkal.
Sachar szívesen tölti szabadidejét sakkozással, kártyajátékkal, síeléssel vagy gitározással.

## Magyarul
- Stanley, a szerencse fia; ford. Lacza Katalin; Animus, Bp., 2000
- Laura titkos társasága; ford. Tóth Tamás Boldizsár; Animus, Bp., 2001
- Bradley, az osztály réme; ford. Tóth Tamás Boldizsár; Animus, Bp., 2001
- David nem hagyja magát; Animus, Bp., 2002
- Carla nem adja fel; ford. Pálfalvi Ilona; Animus, Bp., 2007
- Stanley kincse; ford. Loósz Vera; Maxim, Szeged, 2016 (Delfin könyvek)

Louis Sachar Wayside School könyvei alapján készült az Útszéli suli című rajzfilmsorozat.